# Angelina Mango
Angelina Mango, född 10 april 2001 i Maratea, är en italiensk sångerska som  representerade Italien i Eurovision Song Contest 2024 med låten "La noia".

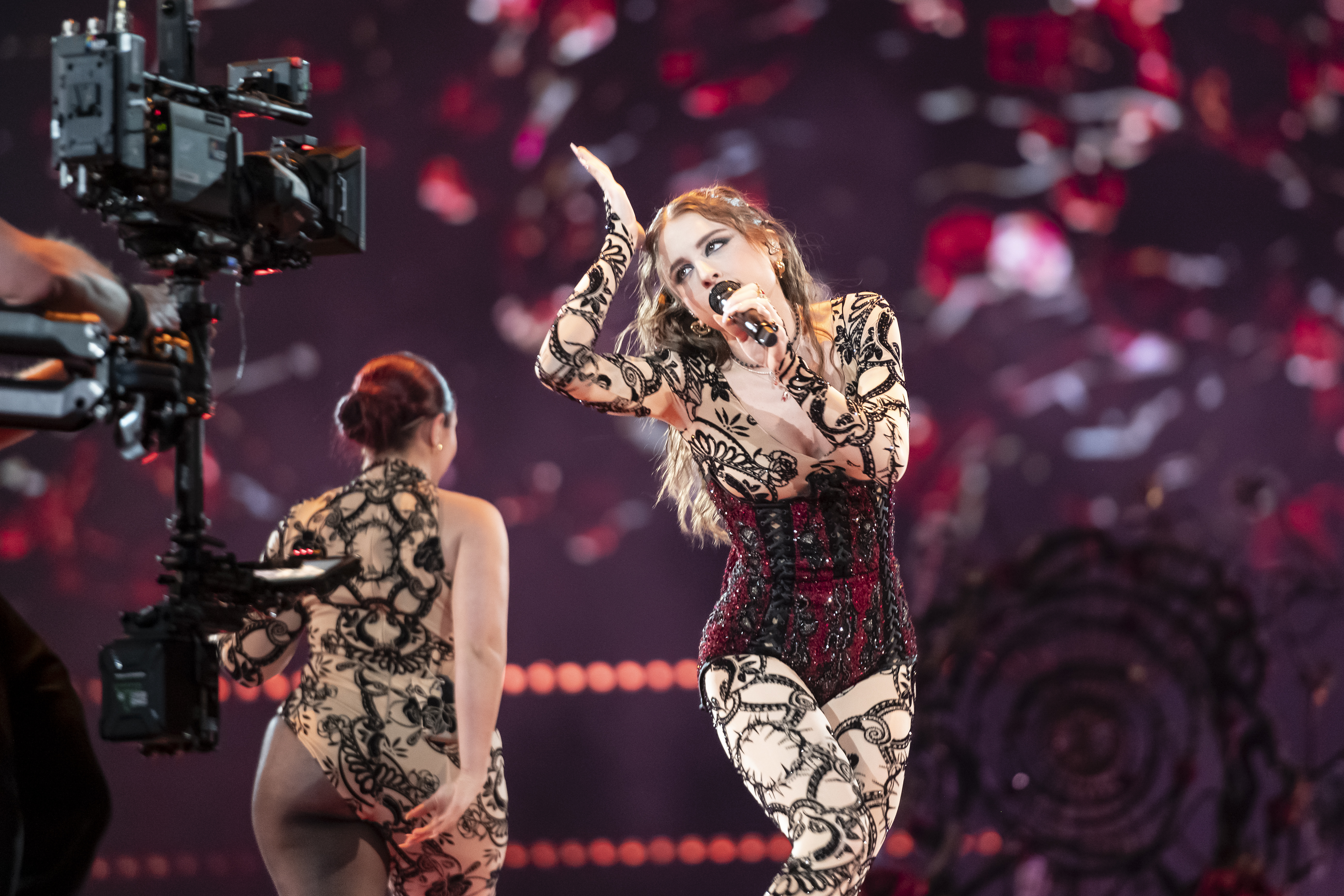
Angelina Mango performing at Eurovision Song Contest 2024 during dress rehearsa

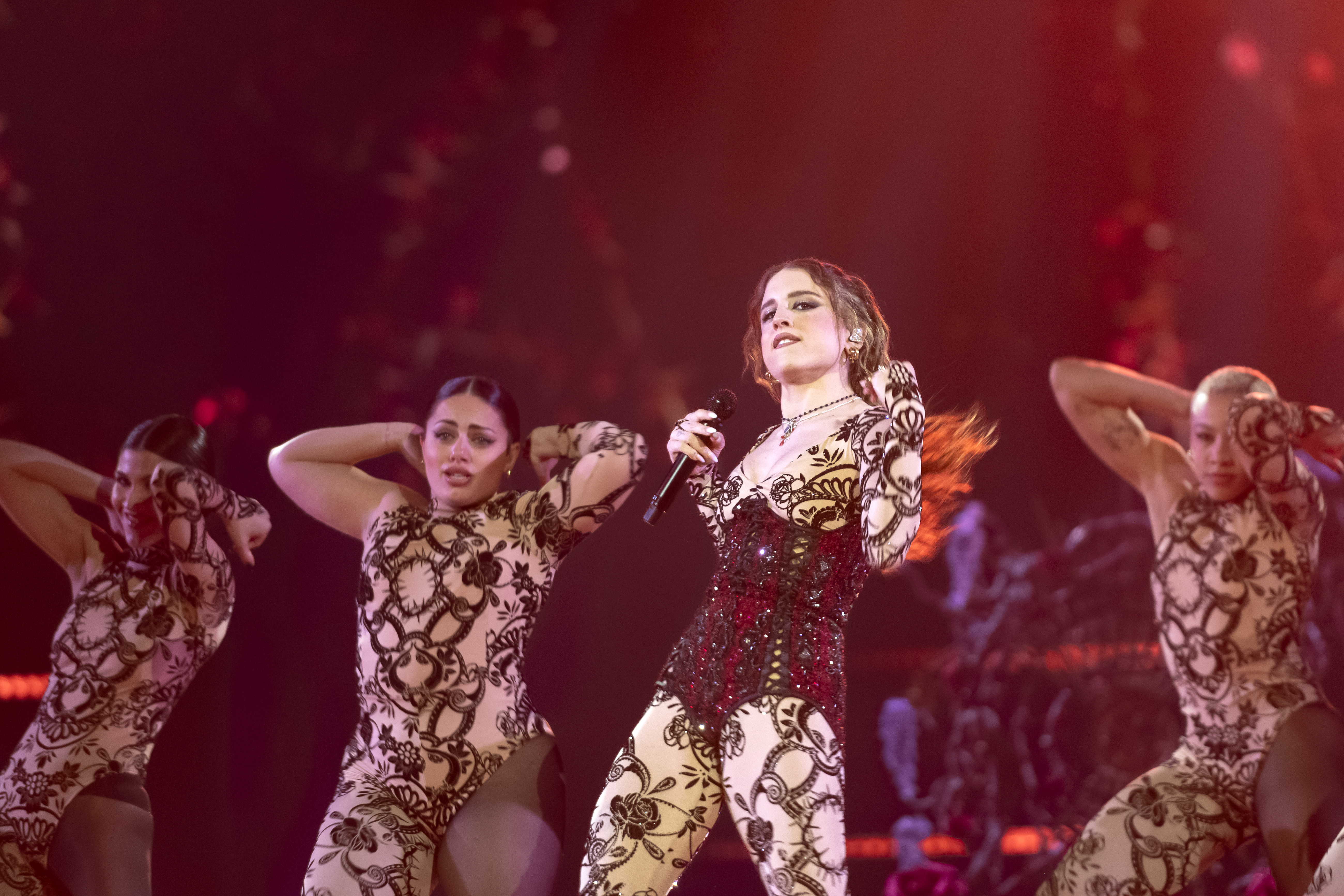
Angelina Mango Eurovision Song Contest 2024 dress rehearsal semi 2
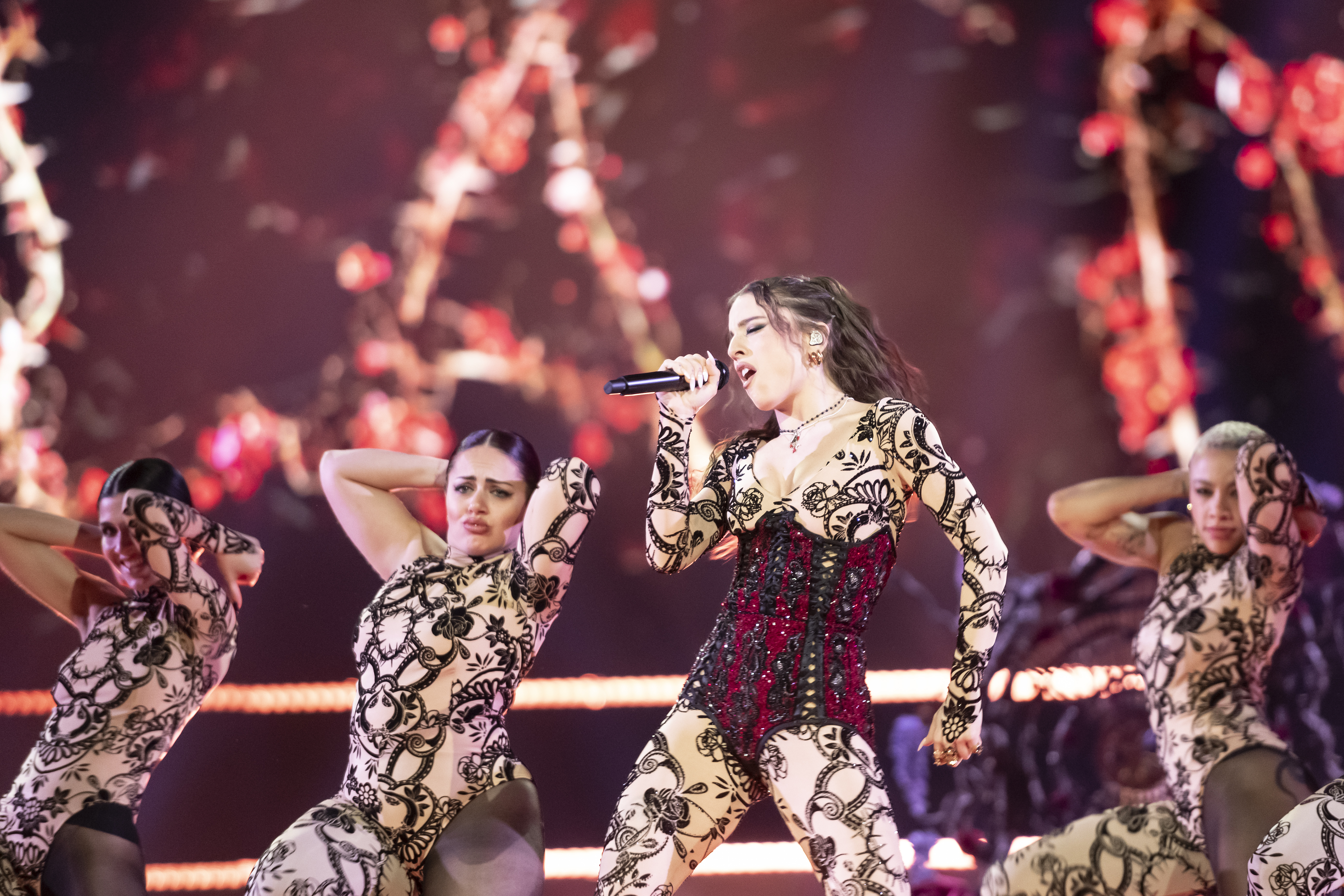
Angelina Mango Eurovision Song Contest 2024 dress rehearsal semi 2